# سیارک ۱۶۱۵
سیارک ۱۶۱۵ (به انگلیسی: 1615 Bardwell، نامگذاری:1950BW) هزار و ششصد و پانزدهمین سیارک کشف شده‌است که در ۲۸ ژانویه ۱۹۵۰ کشف شد.
قدر مطلق سیارک برابر ۱۱٫۳۸ است.